# Hang István

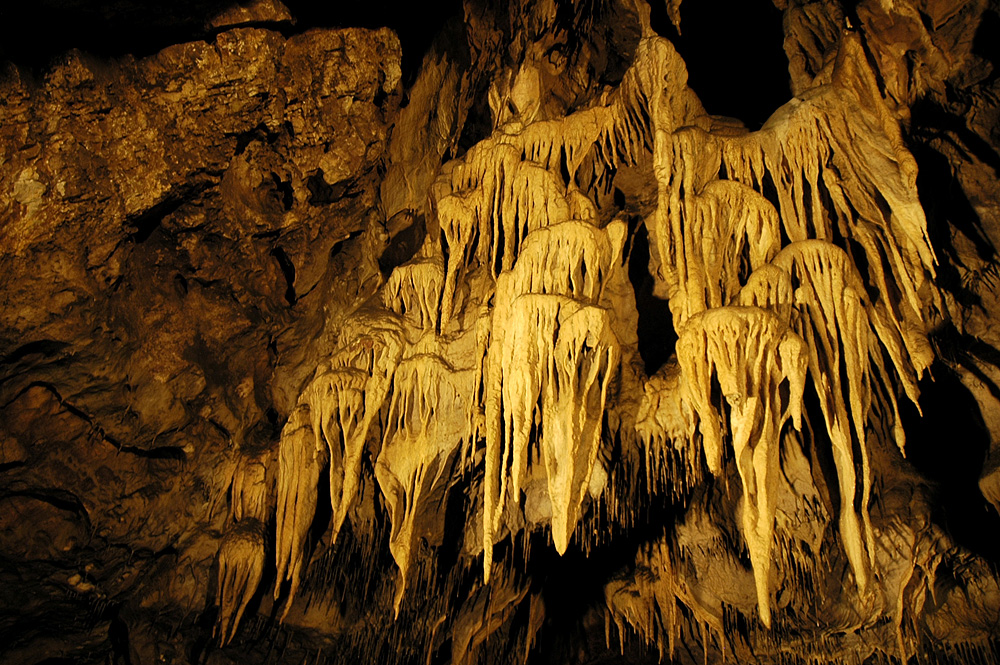
Bên trong hang động István

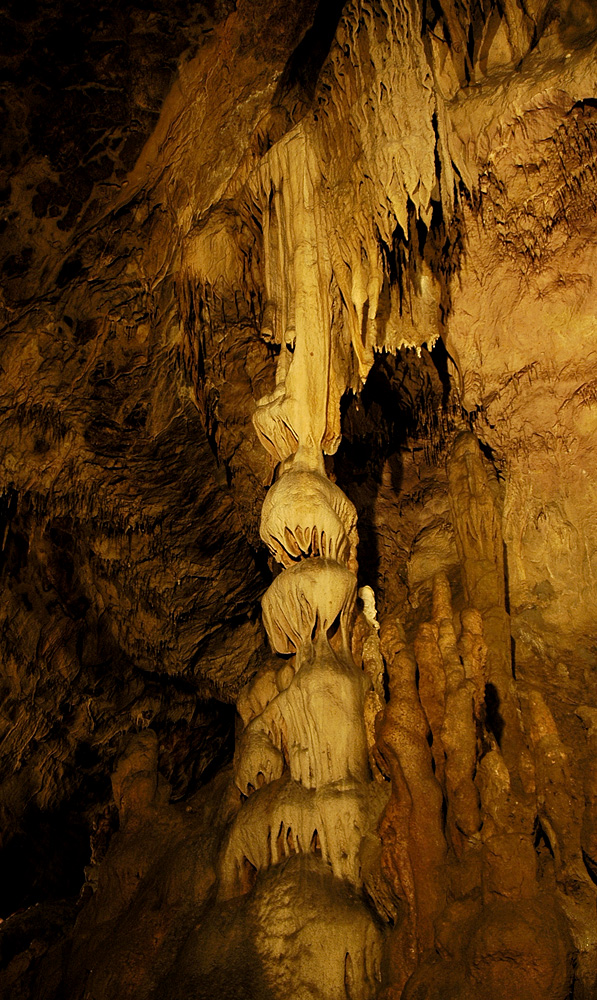
Bên trong hang István

Hang động István (Hang thánh Stephen) là một hang động đá vôi ở thị trấn Lillafüred, thành phố Miskolc ở Hungary.
Hang động này được hình thành từ Kỷ Tam Điệp và sâu khoảng 710 mét. Nó được phát hiện vào năm 1913. Người ta kể lại thì sự phát hiện ra hang động này là do một chú chó đã rơi vào một cái hố sâu 15 mét, và đây cũng chính là cửa hang duy nhất. Người ta đã phát hiện ra hang động này khi cố tìm cách giải cứu chú chó. Ottokár Kadić là người đầu tiên đi xuống hang bằng cách trèo theo một chiếc dây thừng thả xuống hang. Những nhà thám hiểm đã bắt đầu khám phá hang động này vào năm 1927. Sau đó, một đường vào hang đã được mở để đón du khách, vào năm 1931, hang động này chính thức mở cửa cho khách du lịch.
Trong Thế chiến thứ II, hang động đã bị hư hại nhiều, với nhiều măng đá và nhũ đá bị vỡ do những người tìm chỗ trú ẩn trong các cuộc không kích. Hệ thống chiếu sáng chỉ được sửa chữa vào năm 1955 và sau đó được mở trở lại cho công chúng tham quan.
Hang động vẫn tiếp tục được khám phá, nhưng chỉ một phần hang được tham quan. Điểm sâu nhất trong hang động được khám phá được đặt tên là Hell (Địa ngục). Những nhũ đá nổi tiếng và đẹp nhất có tên là the Mammut’s Mouth (Miệng ma mút), Fairyland (Miền đất thần tiên), Column Hall (Phòng hội trường) và Concert Hall (Phòng hòa nhạc). Do nước tràn vào hang vào các năm 1958 và 1974, người ta cho rằng các hang bên trong hang động này có thể được kết nối với nhau và hang động có thể thoát được nước.
Không khí bên trong hang động rất trong lành và có độ ẩm cao. Bệnh nhân có bệnh về phổi đôi khi còn được chữa bệnh ở trong này.